# 2MASS J09374158+0246330
2MASS J09374158+0246330은 바다뱀자리에 있는 G형 주계열성이다. 펭귄 은하에서 "혜성의 본체 역할"을 맡고 있다.

## 항성의 운명
약 74억 6,010만 년 후, 적색거성가지에 진입할 것이다.